# Lepidiota praecellens
Lepidiota praecellens är en skalbaggsart som beskrevs av Bates 1891. Lepidiota praecellens ingår i släktet Lepidiota och familjen Melolonthidae. Inga underarter finns listade i Catalogue of Life.